# Sant Sebastià (Cabanes)
Sant Sebastià és una església del municipi de Cabanes (Alt Empordà) inclosa en l'Inventari del Patrimoni Arquitectònic de Catalunya.

## Descripció
Situada dins del nucli urbà de la població de Cabanes, a l'extrem nord-est de la plaça de l'Església, tot just iniciat el carrer Espolla.
Petit temple entre mitgeres d'una sola nau, cobert amb volta de canó, arrebossada i emblanquinada. L'antiga zona del presbiteri està elevada un graó per sobre del nivell del paviment de la nau, fet de cairons, i està delimitada per un envà posterior. Al fons hi ha una petita finestra rectangular atrompetada. La façana presenta un portal d'accés rectangular emmarcat amb carreus de pedra desbastats i la llinda plana. Al damunt, un rosetó i, coronant la façana, un campanar d'espadanya d'un sol arc de mig punt.
La façana està arrebossada i pintada, amb carreus de pedra vistos a la cantonada de ponent.

## Història
Fins a principis del segle xviii, la capella o ermita de Sant Sebastià era usada pels vescomtes de Rocabertí per fer les cerimònies de presa de possessió dels seus drets sobre el poble.
Del primitiu edifici se'n coneixen poques dades, únicament que estava emplaçat en el mateix lloc que l'actual, aquest últim construït en el segle xviii. Durant la tercera guerra carlina, pels voltants de l'any 1873, la capella es va habilitar com a cos de guàrdia. Al mateix temps es va construir un tambor damunt del portal principal, utilitzat per tenir més visibilitat.
Actualment és propietat municipal i s'usa esporàdicament com a local d'esplai i centre social per al joves del poble.